# カンタス航空1便オーバーラン事故
カンタス航空1便 （QF1、QFA1）は、シドニーとロンドン間のカンタス航空旅客便で、1999年9月23日に経由地のタイ・バンコクのドンムアン国際空港への着陸時に発生したオーバーラン事故である。

## フライト

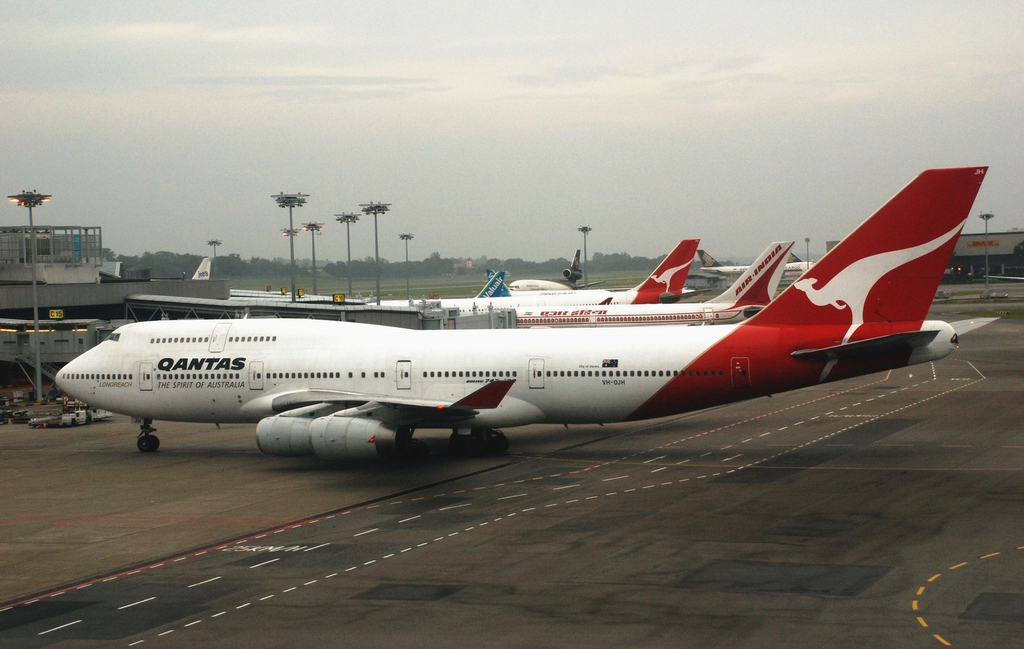
事故の8年前に撮影された事故機

カンタス航空のこのフライトは、「カンガルールート」 として知られるロンドンとオーストラリアを結ぶ便である。 
このフライトは1990年8月にカンタス航空に納入されたばかりのボーイング747-438(機体記号VH-OJH、S / N 24806)での運航だった。この日は通常よりやや早い現地時間16:45にシドニーを出発し、8時間以上のフライトの後現地時間22:45にドンムアン国際空港に近づいていた。

## 事故
バンコクへの進入中に、着陸の30分前は5マイルの視程があったところ、着陸時は視程約1.5マイルとなっており、気象条件は著しく悪化していた。 :1 パイロットは、空港が嵐雲に覆われていることを確認し、また地上から大雨が降っているとの報告を受けた。 1便の着陸の7分前にタイ国際航空のエアバスA330が正常に着陸したが、3分前には、別のカンタス航空のボーイング747（シドニー発バンコク経由ローマ行きのQF15便）がファイナルアプローチ中の視界不良によりゴーアラウンドを実施していたところであった。  :3 しかし、カンタス航空1便のパイロットはこれを認識していなかった。 
ファイナルアプローチ中、副操縦士が航空機を操縦していた。 航空機の高度と対気速度は高かったが、規定の範囲内であった。 雨は強烈になっており、各フロントガラスのワイパーが通った後に、滑走路灯が断続的に見えるだけであった。タッチダウンする直前に機長は、滑走路端から3,000フィートを超えていてかつ滑走路終端が見えない状況が気になり、副操縦士に「ゴーアラウンド」を指示し、副操縦士がスラストレバーを推したが、離陸/着陸復行スイッチ（TO / GA）は作動しなかった。 この時点で視界は著しく向上し、着陸装置は滑走路に接触したが、航空機は加速し続けた。 その後機長は、飛行機を操縦していなかったにも関わらず、ゴーアラウンドをキャンセルすることにし、スラストレバーを引き戻したが、まだ操縦中であった副操縦士に機長の意思が伝わっていなかったため、混乱を引き起こした。副操縦士の行動を阻止するとき、機長は誤って1つのエンジンを離陸/着陸復行モードのパワーのままにし、その結果、事前に選択された自動ブレーキ機能がキャンセルされた。 
着陸操作は継続したが、航空機が滑走路を5,200フィートを超えるまで手動ブレーキは開始されなかった。 航空機は、その後ハイドロプレーニング現象を引き起こして滑走し滑走路の中心線から大きく逸脱した。会社で決められた標準操作手順では、着陸時にスラストリバーサーを使用し、フラップは最大角の30度ではなくを25度に設定することが義務付けられていた。  :17　 フラップ25、自動ブレーキ及びスラストリバーサーが使用されていなかったことや、高高度かつ高速のままでのアプローチ、タッチダウンの遅さ、クルー・リソース・マネジメントの不備、およびハイドロプレーニング現象が組み合わさってオーバーランにつながった。 
機体は徐々に減速したものの、滑走路終端を破って芝生に突き進み、地上の無線アンテナと衝突し、機首が空港周辺の道路をはみ出して隣接するゴルフコースに突っ込んだ状態で静止した。着陸の約20分後の迅速な緊急脱出によって重傷者は発生せず、38人の乗客が軽傷を負った程度で済んだ。 

### 機体の被害
地上のアンテナと衝突して機首と右翼の着陸装置が破損し、機首の着陸装置が胴体を突き破り、機内通信ケーブルを直撃した。さらに機首が下に向き、右翼が接地したまま滑走したことで傷口を広げ、第3・第4エンジンとその取り付け部も破損した。 
機体はほぼ全損扱いとなってもおかしくなかったものの、カンタス航空は評判維持のために1億ドルを費やして修理し、運用復帰にこぎつけ、これによりジェット旅客機での全損事故ゼロの記録を保持することができた。この記録は2024年1月現在も破られていない。

### その後
当該機(VH-OJH)は修理復旧後運用復帰し、2012年9月の退役までカンタス航空で運用され、2013年にアリゾナ州ピナル空港でスクラップとなった。
当便は現在も引き続きシドニー-ロンドン間で運行されているものの、現在では経由地がシンガポールに、機材もエアバスA380に変更されている。

## ノート
1. ↑  伝統的に東半球を経由してオーストラリアとイギリスの間を飛行する航空ルートを指す。
2. ↑  38は、カンタス航空に割り当てられたボーイング社製航空機のカスタマーコードである。
3. ↑  ただし、これはバンコクにおいて頻繁にみられる状況である。
4. ↑  プロペラ機での死亡事故（英語版）及び全損事故は発生している。もっとも直近の全損事故は1960年に発生したロッキード コンステレーションによるモーリシャスでのオーバーラン火災事故である。[5]

## 書誌
- オーストラリア交通安全局の事故報告